# Karl Friedrich Heinrich
Karl Friedrich Heinrich (* 8. Februar 1774 in Molschleben bei Gotha; † 20. Februar 1838 in Bonn) war ein deutscher klassischer Philologe, der als Professor an den Universitäten Kiel (1804–1818) und Bonn (1818–1838) wirkte.

## Leben
Karl Friedrich Heinrich war der Sohn eines Superintendenten. Er besuchte die Klosterschule zu Donndorf und das Gymnasium zu Gotha, wo ihn die Lehrer Friedrich Jacobs und Johann Kaspar Friedrich Manso prägten. Auf den Wunsch seines Vaters studierte Heinrich ab 1791 Theologie an der Universität Göttingen, aber unter dem Einfluss Christian Gottlob Heynes (der auch Jacobs’ Lehrer gewesen war) wechselte er zur Philologie. Schon als Student veröffentlichte Heinrich textkritische Untersuchungen und beschäftigte sich auf Heynes Anregung verstärkt mit der Aeneis Vergils.
Seine erste Anstellung erhielt Heinrich bereits 1795 auf Empfehlung seines ehemaligen Lehrers Manso am Maria-Magdalenen-Gymnasium in Breslau. Hier setzte er seine schriftstellerische Tätigkeit fort und gab kritische Ausgaben zu Epimenides und Hesiod heraus. Sein wissenschaftlicher Ruf brachte ihm 1804 den Ruf der Christian-Albrechts-Universität zu Kiel auf den Lehrstuhl für Beredsamkeit und griechische Sprache ein. 1814/15 war er Rektor der CAU.
In den folgenden Jahren setzte Heinrich seine Publikationstätigkeit fort und bemühte sich um die Verbesserung der Situation der Kieler Philologiestudenten, um das Fach im Herzogtum Schleswig zu stärken. Kiel war damals die nördlichste Universität Deutschlands. Um das Philologiestudium zu erleichtern, wollte Heinrich das seit 1777 existierende Stipendium Philologicum kontrollieren; bislang verfügte der Theologieprofessor Samuel Gottfried Geyser über das Stipendium. Heinrichs Antrag von 1805, ihm das Stipendium Philologicum zu übertragen, wurde von der Fakultät abgelehnt. Erst nach Geysers Tod (1808) hatte Heinrichs Initiative Erfolg. Aus den Mitteln des Stipendiums errichtete die Schleswigsche Regierung 1809 ein Philologisches Institut zum Zweck der Lehrerausbildung. Die Leitung übernahm Heinrich stillschweigend, er wurde jedoch nicht für die zusätzliche Arbeit bezahlt und auch nicht offiziell als Leiter eingesetzt.
Die zahlreichen Zurücksetzungen, die unbefriedigende Situation und häufiger Streit mit den anderen Professoren und mit dem Kuratorium der Universität veranlassten Heinrich mehrmals, seine Vorlesungstätigkeit einzustellen. 1818 verließ er die Universität Kiel und ging an die neugegründete Universität Bonn, wo er gemeinsam mit August Ferdinand Naeke (1788–1838) das Philologische Seminar gründete und bis zu seinem Tod zwanzig Jahre lang leitete. In Bonn blühte seine Lehrtätigkeit unter den neuen, besseren Bedingungen wieder auf; zu Publikationen kam er hingegen kaum noch.